# Boyd Reith
Boyd Reith (Rotterdam, 5 mei 1999) is een Nederlands voetballer die als verdediger voor Sparta Rotterdam speelt.

## Carrière
Reith speelde in de jeugd van VV Groeneweg en Feyenoord. In 2019 vertrok hij naar Sparta Rotterdam, waar hij bij Jong Sparta ging spelen. Hij debuteerde voor dit team in de Tweede divisie op 24 augustus 2020, in de met 4-2 verloren uitwedstrijd tegen IJsselmeervogels. Een paar weken later scoorde hij in de met 3-1 gewonnen thuiswedstrijd tegen SV TEC zijn eerste doelpunt. Hij kwam uiteindelijk tot 22 wedstrijden en vier doelpunten voor Jong Sparta, waarvan er twee gescoord werden in de met 6-2 gewonnen thuiswedstrijd tegen ASWH. Hij zat ook eenmaal bij de selectie van het eerste elftal van Sparta Rotterdam, voor de bekerwedstrijd tegen FC Volendam op 30 oktober 2019. 
In 2020 vertrok hij transfervrij naar Helmond Sport, waar hij een contract voor een seizoen tekende met een optie voor een extra seizoen. Hij debuteerde in het betaald voetbal op 29 augustus 2020, in de met 1-2 gewonnen uitwedstrijd tegen TOP Oss. Reith speelde 73 wedstrijden voor Helmond, waarin hij twee keer scoorde.
Medio 2022 maakte Reith de overstap naar Roda JC Kerkrade. Hij debuteerde in de eerste speelronde tegen FC Dordrecht (2-0) en werd meteen een vaste waarde voor de Limburgers.
In de zomer van 2024 keerde hij terug naar Sparta.

### Statistieken
| Seizoen                     | Club                  | Land           | Competitie     | Competitie | Competitie | Beker | Beker | Totaal | Totaal |
| Seizoen                     | Club                  | Land           | Competitie     | Wed.       | Dlp.       | Wed.  | Dlp.  | Wed.   | Dlp.   |
| --------------------------- | --------------------- | -------------- | -------------- | ---------- | ---------- | ----- | ----- | ------ | ------ |
| 2019/20                     | Jong Sparta Rotterdam | Nederland      | Tweede divisie | 22         | 4          | –     | –     | 22     | 4      |
| 2019/20                     | Sparta Rotterdam      | Nederland      | Eredivisie     | 0          | 0          | 0     | 0     | 0      | 0      |
| 2020/21                     | Helmond Sport         | Nederland      | Eerste divisie | 36         | 0          | 1     | 0     | 37     | 0      |
| 2021/22                     | Helmond Sport         | Nederland      | Eerste divisie | 35         | 2          | 1     | 0     | 36     | 2      |
| 2022/23                     | Roda JC Kerkrade      | Nederland      | Eerste divisie | 35         | 1          | 1     | 0     | 36     | 1      |
| 2023/24                     | Roda JC Kerkrade      | Nederland      | Eerste divisie | 39         | 1          | 1     | 0     | 40     | 1      |
| 2024/25                     | Sparta Rotterdam      | Nederland      | Eredivisie     | 13         | 0          | 1     | 0     | 14     | 0      |
| Carrièretotaal              | Carrièretotaal        | Carrièretotaal | Carrièretotaal | 180        | 8          | 5     | 0     | 185    | 8      |
| Bijgewerkt op 15 maart 2025 |                       |                |                |            |            |       |       |        |        |